# Flugunfall einer Boeing 737 der Indian Airlines 1979 auf dem Flughafen Madras
Ein Flugunfall einer Boeing 737 der Indian Airlines ereignete sich am 26. April 1979 auf dem Flughafen Madras. Dabei verunglückte eine am Trivandrum International Airport zu einem Inlandsflug gestartete Boeing 737-2A8 der Fluggesellschaft Indian Airlines mit dem Luftfahrzeugkennzeichen VT-ECR bei einer Notlandung, nachdem Elektrik und Instrumente kurz zuvor wegen einer Bombenexplosion an Bord ausgefallen waren. Obwohl die Maschine völlig zerstört wurde, überlebten alle 67 Insassen den Unfall.

## Flugzeug
Bei dem verunglückten Flugzeug handelte es sich um eine Boeing 737-2A8, die zum Zeitpunkt des Unfalls 4 Jahre und 6 Monate alt war. Die Maschine wurde im Werk von Boeing in Renton (Washington) montiert und absolvierte am 16. Oktober 1974 ihren Erstflug, ehe sie im selben Monat neu an Indian Airlines ausgeliefert wurde. Das Flugzeug trug die Werksnummer 20962, es handelte sich um die 380. Boeing 737 aus laufender Produktion. Die Maschine wurde mit dem Luftfahrzeugkennzeichen VT-ECR zugelassen. Das zweistrahlige Schmalrumpfflugzeug war mit zwei Triebwerken des Typs Pratt & Whitney JT8D-9A ausgestattet.

## Unfallhergang
Der Flug war auf dem Trivandrum International Airport gestartet und verlief zunächst ohne besondere Vorkommnisse. Während des Fluges erhielt die Maschine die Freigabe, auf 27.000 Fuß (ca. 8.230 Meter) zu sinken. Kurz darauf kam es zu einer Explosion in der vorderen Bordtoilette, wodurch es zu einem kompletten Ausfall der Elektrik und der Instrumente kam.
Wegen des Systemausfalls konnten beim Anflug auf den Flughafen Madras die Landeklappen nicht ausgefahren werden. Schubumkehr und Antiblockiersystem standen nicht zur Verfügung.  Die Maschine setzte ca. 760 Meter hinter der Schwelle der Landebahn 25 auf und überrollte deren Ende. Die rechte Seite der Maschine geriet in Brand. Alle 67 Insassen überlebten den Zwischenfall.

## Unfallursache
Als Ursache des Unfalls vermerkten die Ermittler eine Sprengstoffexplosion in der vorderen Bordtoilette. Die Maschine habe das Landebahnende wegen einer hohen Landegeschwindigkeit überrollt und aufgrund des Umstands, dass Störklappen, Schubumkehr und Antiblockiersystem infolge der Explosion nicht verfügbar waren.